# Miloš Titz
Miloš Titz (* 1. června 1939 Frýdek) je český vysokoškolský pedagog a politik, v 90. letech 20. století a počátkem 21. století poslanec Poslanecké sněmovny za ČSSD.

## Biografie
Vystudoval obor fyzika na Vysoké škole chemicko-technologické v Pardubicích. Publikoval četné odborné práce v oblasti fyzikální chemie. Je ženatý, má dvě děti. V roce 1968 se jako člen přípravného výboru angažoval v Klubu angažovaných nestraníků. Už v roce 1989 se stal členem sociální demokracie, v níž působil jako hlavní bezpečnostní expert.
Ve volbách v roce 1996 byl zvolen do poslanecké sněmovny za ČSSD (volební obvod Východočeský kraj). Mandát obhájil ve volbách v roce 1998 a volbách v roce 2002 a ve sněmovně setrval do voleb v roce 2006. Byl místopředsedou sněmovního výboru pro obranu a bezpečnost, v letech 1996–1998 i členem mandátového a imunitního výboru.
V období květen–červenec 2004 krátce, do voleb do Evropského parlamentu, zasedal jako kooptovaný poslanec EP, než se mandátu ujali řádně zvolení poslanci za Českou republiku. Ve volbách do EP v roce 2004 kandidoval za ČSSD, ale nebyl zvolen.
V komunálních volbách roku 2002 byl zvolen do zastupitelstva městské části Pardubice II za ČSSD, profesně se uvádí jako vysokoškolský učitel. V komunálních volbách roku 1998 a komunálních volbách roku 2006 neúspěšně kandidoval do zastupitelstva města Pardubice.